# Savior
"Savior" é uma canção escrita por Rise Against e Tim McIlrath, lançada pela banda norte-americana Rise Against.
É o terceiro single do quinto álbum de estúdio Appeal to Reason.

## Desempenho nas paradas musicais
| Parada musical (2009)              | Posição |
| ---------------------------------- | ------- |
| Canadá - Canadian Hot 100          | 68      |
| Estados Unidos - Heatseekers Songs | 7       |
| Estados Unidos - Alternative Songs | 3       |
| Estados Unidos - Rock Songs        | 3       |